# Miguel de Unamuno
Miguel de Unamuno, né le 29 septembre 1864 à Bilbao et mort le 31 décembre 1936 à l'âge de 72 ans à Salamanque, est un poète, romancier, dramaturge, critique littéraire et philosophe espagnol appartenant à la Génération de 98.
Miguel de Unamuno figure parmi les plus grands écrivains de l'Espagne de son époque, dont il est particulièrement représentatif : il est décrit comme un homme de passions animé par de multiples contradictions, ce qui en fait un personnage assez typique de l'Espagne de la fin du XIXe siècle et du début du XXe siècle.

## Biographie

### Enfance
Miguel de Unamuno y Jugo est né au numéro 14 de la rue Ronda, dans le quartier des Siete Calles, à Bilbao. Ce fut le troisième enfant et le premier garçon de sa famille, après María Felisa, née en 1861, et María Jesus, morte en 1863. Ils sont nés du mariage du commerçant Félix María de Unamuno Larraza et de sa nièce charnelle María Salomé Crispina Jugo Unamuno, plus jeune de 17 ans.
Plus tard naitront ainsi Félix Gabriel José, Susana Presentación Felisa et María Mercedes Higinia. Du côté de son père, le philosophe était cousin du scientifique naturaliste et anthropologue Telesforo Aranzadi Unamuno (1860-1945), avec lequel il préparait différents concours.
Son père, né en 1823, fils d'un confiseur de Vergara a émigré enfant dans la ville mexicaine de Tepic. À son retour en 1859, grâce au capital accumulé, il demande une licence municipale pour que son four de boulangerie puisse utiliser l'eau de la source Uzcorta. En 1866, alors qu'il avait quarante-trois ans, il demanda la permission d'établir un bureau de pain sur les porches de la Plaza Vieja. Il se présente aux élections municipales et est élu par le district de San Juan avec 120 voix. Le 1er janvier 1869, il prête serment en tant que conseiller municipal lors de la session constitutive du nouvel hôtel de ville.
Avant Félix, en 1835 et à cause de la guerre carliste, deux de ses sœurs étaient arrivées dans la capitale biscaïenne : Benita, née en 1811, et Valentina, quinze ans de moins qu’elle. Benita, après la guerre, épousa José Antonio de Jugo y Erezcano, petit rentier naturel de Ceberio, propriétaire de la confiserie « La Vergaresa ». La plus jeune, Valentina, épousa en 1856 Félix Aranzadi Aramburu, un ancien ouvrier de la pâtisserie de son père qui ouvrit une chocolaterie à Bilbao sous le même nom que l’entreprise de ses beaux-frères.
Félix et Valentina étaient les parrains du baptême de Miguel. Sa mère, Salomé, fille unique, fut baptisée à Bilbao le 25 octobre 1840. Peu après l’âge de quatre ans, son père mourut et sa mère se remaria en 1847, cette fois avec José Narbaiza.
Quelques mois après leur naissance, les parents d’Unamuno changent de domicile et s’installent au deuxième étage porte droite de la rue de la Cruz numéro 7. Au rez-de-chaussée se trouve la chocolaterie de leurs oncles qui vivent au premier étage. Il n’a pas encore six ans lorsqu’il est orphelin de père. Félix d’Unamuno meurt le 14 juillet 1870 à la station thermale d’Urberuaga, à Marquina, « de maladie de la phtisie pulmonaire ».

### Éducation

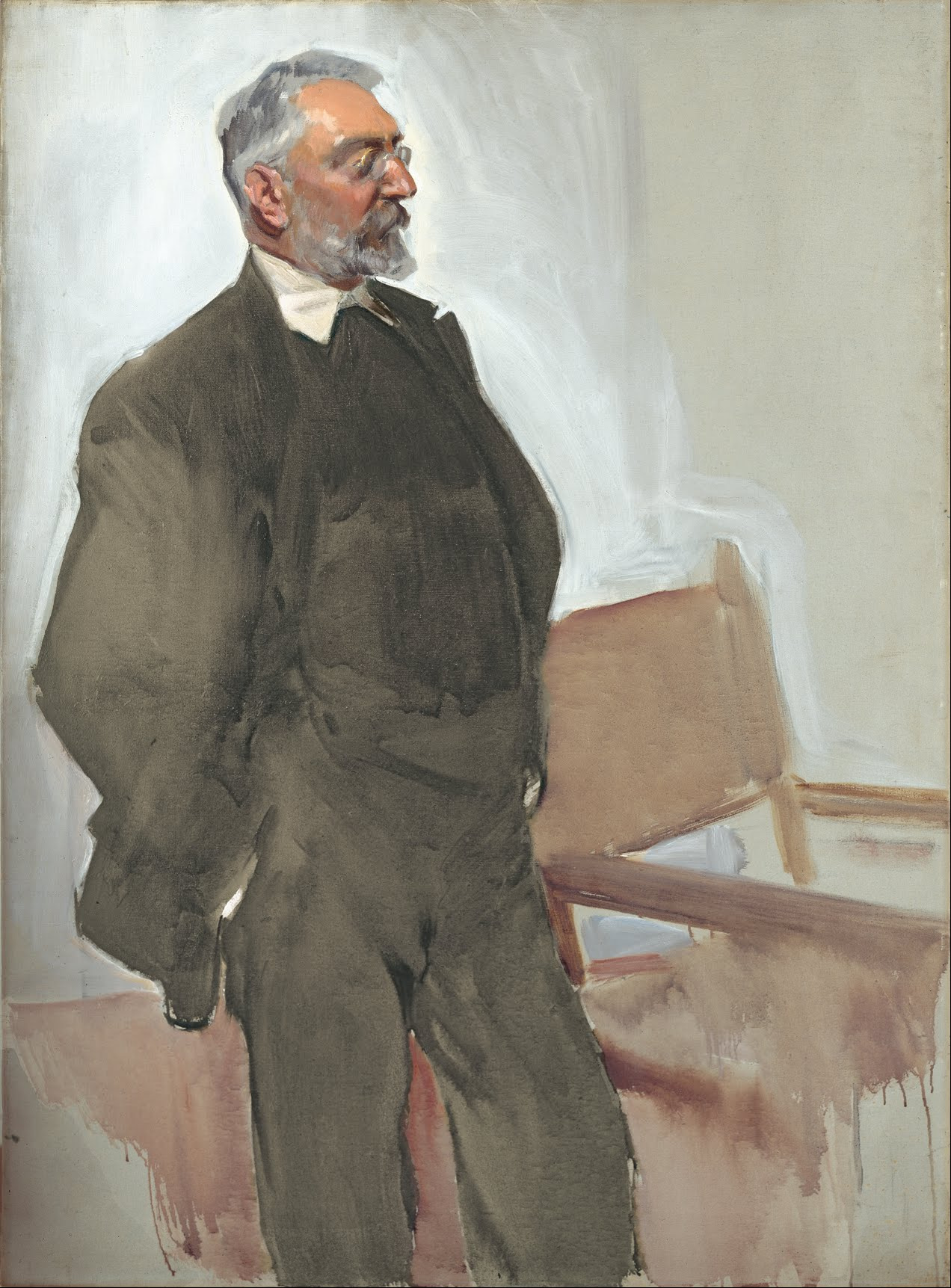
Portrait de Miguel de Unamuno par Joaquín Sorolla.

Il a appris ses premières lettres avec Don Higinio dans l'école privée de San Nicolás, située dans un grenier de la Calle del Correo. Lors de la catéchèse préparatoire à sa première communion, dans l'église de San Juan, il rencontre la personne qui, au fil du temps, deviendra sa maîtresse puis sa femme : Concepción Lizárraga-Concha.
Lorsqu'il a terminé ses premières études à l'école de San Nicolás et qu'il était sur le point d'entrer au lycée, il a assisté en tant que témoin au siège de sa ville pendant la troisième guerre carliste, qu'il évoquera plus tard dans son premier roman, La paix dans la guerre. Sous le commandement du général Elío, la ville est assiégée par les troupes carlistes à partir du 28 décembre 1873. À partir de février 1874, la situation s'aggrave, car tous les approvisionnements par l'estuaire sont interrompus et, finalement, le 21 du même mois, le bombardement de Bilbao commence. Le siège se termine le 2 mai 1874 avec l'entrée des troupes libérales sous le commandement du général Manuel Gutiérrez de la Concha. Pour ses biographes, cette expérience de la guerre civile a marqué son passage de l'enfance à l'adolescence.

### Carrière
En 1888, à l’âge de 24 ans, Miguel de Unamuno postule au poste de professeur de basque qui est octroyé à Bilbao par la députation forale de Biscaye. Mais, se trouvant en concurrence avec Sabino Arana (23 ans), fondateur du parti nationaliste basque démocratique, et Resurreccion Maria Azkue (24 ans), qui deviendra président de l’académie de la langue basque en 1919, Unamuno n’obtient pas le poste. Il part ensuite pour Salamanque et, entre 1891 et 1901, il devient professeur de grec à l’université de Salamanque.

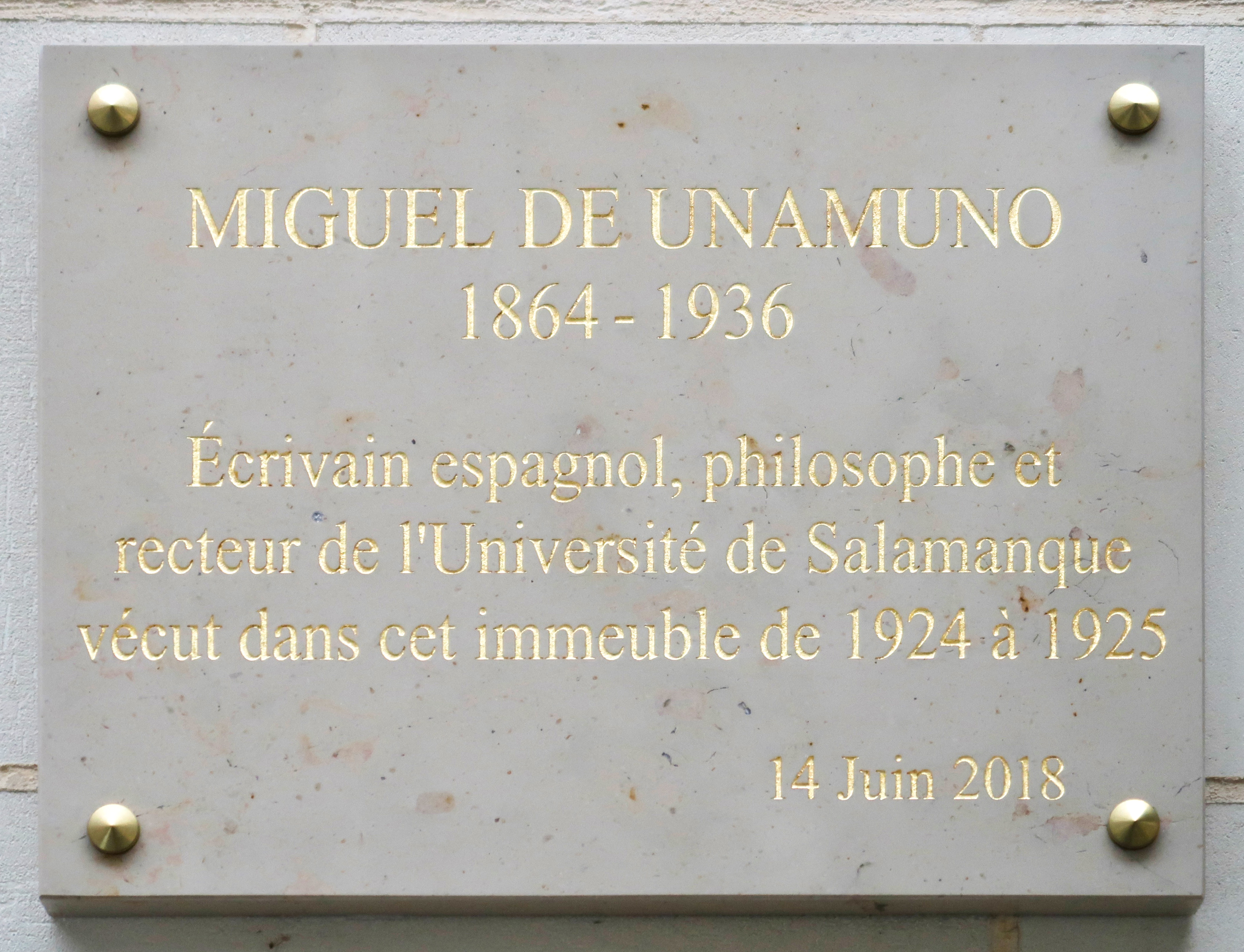
Plaque 2 rue La Pérouse (Paris).

En 1897, il traverse une crise religieuse provoquée par une maladie cardiaque dont son Journal intime porte le témoignage. La perte de Cuba lui apparaît comme le symbole du déclin de l’Espagne et devient le point de départ de la Génération de 98, mouvement d’écrivains qui se donnaient pour mission la régénérescence culturelle de leur peuple et qui réunit à côté d’Unamuno, Valle-Inclán, Antonio Machado ou encore Juan Ramón Jiménez. Ils participent à beaucoup de journaux et de publications collectives littéraires ou culturelles, comme La Esfera, Nuevo Mundo, Mundo Gráfico, La Ilustración Española y Americana, Alma Española, España, Faro, La España Moderna, où Miguel de Unamuno écrit sur le Pays basque, évoque les prémices d'une guerre civile à venir, celles de l'européanisation de l'Espagne et dans lesquelles il traite abondamment les différents thèmes culturels de son pays,,.
Il occupe les fonctions de recteur de l’université de Salamanque à partir de 1900, mais se voit destitué de sa charge en 1914 en raison de son hostilité envers la monarchie. Ses articles virulents lui valent d’être contraint de s’exiler aux îles Canaries en 1924. De 1924 à 1925, il vit à Paris, 2 rue La Pérouse, où une plaque lui rend hommage. La chute de Primo de Rivera provoque son retour six ans plus tard, en 1930. Il retrouve son poste de recteur lors de la proclamation de la République.
En 1936, élu député, il livre un dernier combat contre tout pouvoir dictatorial lors d’une grande cérémonie franquiste (le 12 octobre, jour anniversaire de la découverte de l'Amérique appelé en espagnol « día de la raza » ce qui signifie « fête de la race ») où il prononce un discours resté célèbre. Il répond au professeur Francisco Maldonado, qui attaque les nationalismes basque et catalan, et s’en prend à l’évêque de Salamanque et au général Millán-Astray, (fondateur de la légion étrangère espagnole). Ses détracteurs crient « À bas l'intelligence ». Il manque d’être lynché. Il ne devra son salut qu’à l’épouse de Franco, Carmen Polo, qui le prit par le bras et le raccompagna jusque chez lui (cette scène inspira d’ailleurs le film Lettre à Franco). Il sera destitué de son poste de recteur.
Assigné à résidence alors qu’au départ il avait accueilli favorablement le soulèvement de Franco contre la république espagnole, il meurt en 1936 à l'âge de 72 ans. Son épouse Concha était décédée en 1934.

## Sa philosophie
Principal représentant espagnol de l’existentialisme chrétien, il est surtout connu pour son œuvre Le sentiment tragique de la vie, qui lui valut la condamnation du Saint-Office. Il représente assez fidèlement les tourments de l’âme espagnole quant à l’idée de la possibilité donnée à tous d’être mystique. Dans Le Christ de Vélasquez, poème inspiré du tableau du maître du Siècle d'or, il expose sous une forme poétique sa christologie, dans la tradition de Luis de León.
Miguel de Unamuno fait reposer sa philosophie sur l’idée d’un sentiment premier et spontané que nous avons du monde ; sentiment qui détermine ce que nous appelons idées, raison et tout le registre des sentiments ; l’opposition du cœur et de la raison n’étant que circonstancielle. Ce sentiment est en effet pour l’essentiel constitué par une sensibilité à la finitude, s’exprimant particulièrement par une soif d’immortalité que rien d’extérieur ne peut étancher. Ce sentiment premier impose donc la réconciliation du cœur et de la raison, condition d’un rapprochement subjectif avec l’éternité et avec Dieu.
Du point de vue de la religion, Miguel de Unamuno met l’accent sur la dimension de lutte : lutte qu’il considère comme au cœur de la foi chrétienne ; lutte qu’il pose comme dimension essentielle de la vie « La lutte pour la vie est la vie elle-même ». Ainsi, la vérité est-elle dans la vie ainsi conçue, c’est-à-dire loin d’un donné auquel il faudrait se soumettre ; ce qui en fait un précurseur de l’existentialisme.

## Œuvres

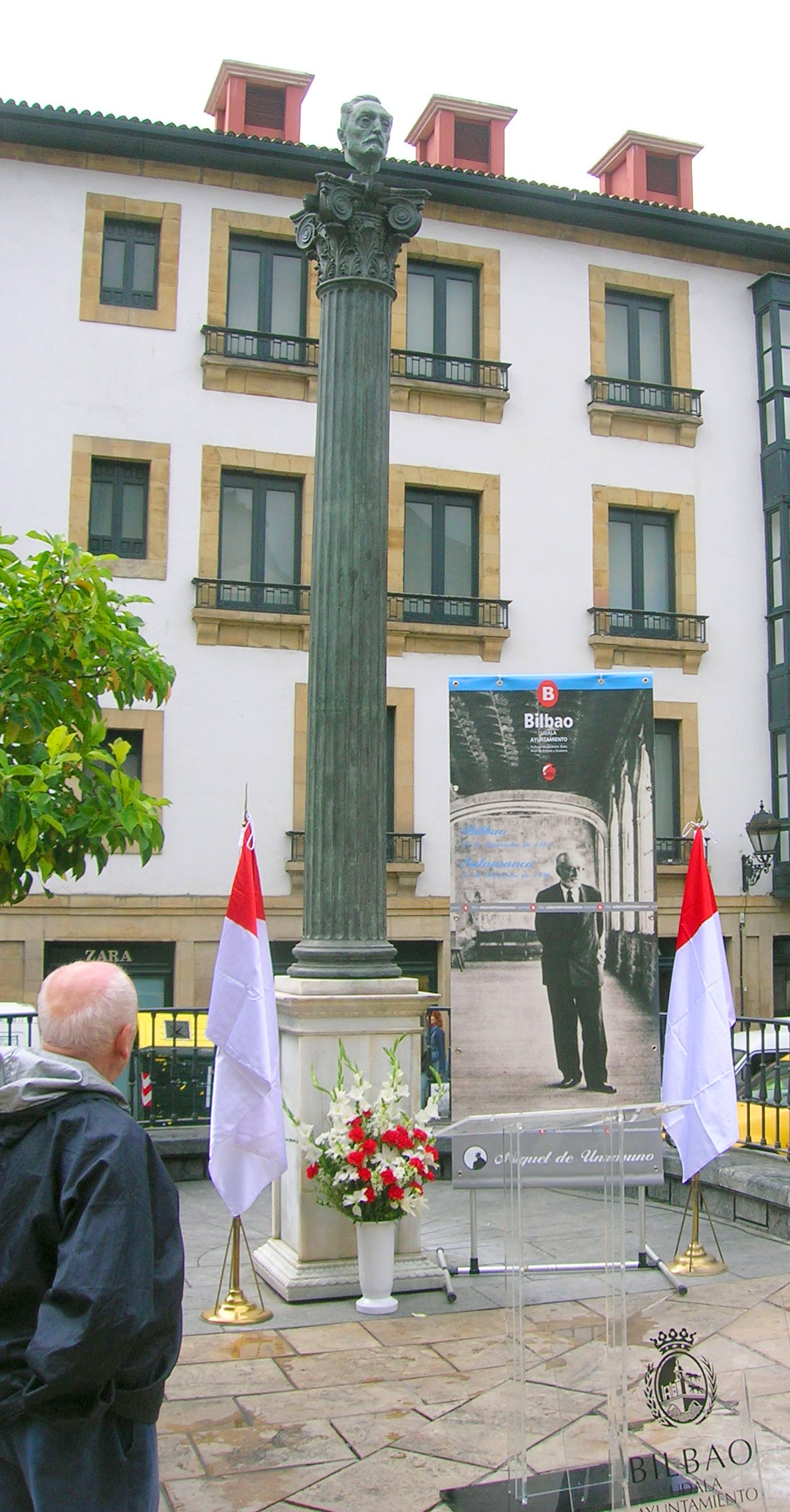
Drapeaux de Bilbao et fleurs en hommage à Miguel de Unamuno, sur la place Unamuno, à quelque cent mètres de sa maison natale, dans le vieux centre de Bilbao.

### Essais
- En torno al casticismo (1895) Publié en français sous le titre L’Essence de l’Espagne, cinq essais traduit par Marcel Bataillon, Paris, Plon, 1923[14] ; réédition, Paris, Gallimard, coll. « Nrf Essais », 1999
- Vida de Don Quijote y Sancho (1905) Publié en français sous le titre La Vie de Don Quichotte et de Sancho Pança, traduit par Jean Babelon, Paris, Albin Michel, 1959
- Por tierras de Portugal y España, 1911.
- Trois essais, 1900.
- Del sentimiento trágico de la vida (1913) Publié en français sous le titre Le Sentiment tragique de la vie chez les hommes et chez les peuples, traduit par Marcel Faure-Beaulieu, Paris, Éditions de la nouvelle revue française, 1917 ; réédition, Paris, Gallimard, 1937 ; réédition, Paris, Gallimard, coll. « Folio. Essais » no 306, 1997
- La agonía del cristianismo (1925) Publié en français sous le titre L’Agonie du christianisme, traduit par Jean Cassou, Paris, F. Rieder, 1925 ; réédition, Paris, Berg international, 1996 ; nouvelle traduction par Antonio Werli, Paris, RN, 2016
- Abel Sánchez: Una historia de pasión (1917 Publié en français sous le titre Abel Sánchez. Une histoire de passion, traduit par Emma H. Clouard, Paris, Mercure de France, 1964 ; nouvelle traduction de Maurice Gabail, Lausanne, L'Âge d'Homme, 1995
- Cómo se hace una novela (1927) Publié en français sous le titre Comment se fait un roman, (où l'auteur justifie le recours à la forme romanesque comme mode d’exposition philosophique), traduit par Bénédicte Vauthier et Michel Garcia, Paris, Éditions Allia, 2010
- Traité de cocotologie, Les éditions de Paris/Max Chaleil, 24 septembre 2020.

### Romans
- Paz en la guerra (1897)
- Amor y pedagogía (1902) Publié en français sous le titre Amour et Pédagogie, traduit par Dominique Hauser, Lausanne, L'Âge d'Homme, 1996
- Niebla (1914) Publié en français sous le titre Brouillard, traduit par Noémi Larthe, Paris, Éditions du Sagittaire, 1926 ; nouvelle traduction par Catherine Ballestero, Paris, Librairie Séguier, 1990 ; réédition de la traduction de Noémi Larthe revue par Albert Bensoussan, Rennes, Terre de Brume, 2003
- Tulio Montalbán (1920), court roman
- La novela de don Sandalio, jugador de ajedrez (1930), court roman Publié en français sous le titre Le Roman de Don Sandalio, joueur d’échecs, traduit par Yves Roullière, Paris/Monaco, Éditions du Rocher, coll. « Nouvelle », 1997  (ISBN 2-268-02724-4)
- San Manuel Bueno, mártir (1931)
- La Tía Tula, écrite en 1907, publiée dans une version augmentée en 1921 Publié en français sous le titre La Tante Tula, traduit par Jeacques Bellon, Paris, Stock, 1937 ; nouvelle traduction de Dominique Hauser, Lausanne, L'Âge d'Homme, 2002Adapté au cinéma par Miguel Picazo en 1964

### Poésie
- Poesías (1907)
- Rosario de sonetos líricos (1911)
- El Cristo de Velázquez (1920) Publié en français sous le titre Le Christ de Velazquez, traduit par Mathilde Pomès, Éditions A. Magné, 1938 ; et nouvelle traduction par Jacques Munier, Paris, Éditions La Différence, coll. « Orphée » no 63, 1990
- Andanzas y visiones españolas (1922)
- Rimas de dentro (1923)
- Teresa. Rimas de un poeta desconocido (1924)
- De Fuerteventura a París (1925)
- Romancero del destierro (1928)
- Cancionero (1953)
- Anthologie, choix de poèmes, traduit par Louis Stinglhamber, Paris Seghers, 1953

### Contes et nouvelles
- El espejo de la muerte (1913), recueil de contes
- Tres novelas ejemplares y un prólogo (1920) Publié en français sous le titre Trois nouvelles exemplaires et un prologue, traduits par Jean Cassou et Mathilde Pomès, Paris,Éditions du Sagittaire, 1925 ; nouvelle traduction par Dominique Hauser, Lausanne, L'Âge d'Homme, 1995
- Cuentos (1886-1923) Publié en français sous le titre Contes, traduit par Raymond Lantier, Paris, Gallimard, coll. « Du monde entier », 1965

### Théâtre
- La esfinge (1898)
- La venda (1899)
- La princesa doña Lambra (1909)
- Fedra (1910)
- Soledad (1921)
- Sombras de sueño (1926)
- El otro (1932)
- El hermano Juan o el mundo es teatro (1929)
- Razón y fe

### Journaux de voyages
- Apuntes de un viaje por Francia, Italia y Suiza (1889, publié en 2017)
- Paisajes (1902)
- De mi país (1903)
- Por tierras de Portugal y España (1911)
- Andanzas y visiones españolas (1922)
- Paisajes del Alma (1979)
- De Fuerteventura a Paris (1981)
- Madrid, Castilla (2001)

### Ouvrages autobiographiques
- Recuerdos de niñez y mocedad (1908)
- Diario intimo (1897, publié en 1970) Publié en français sous le titre Journal intime, traduit par Paul Drochon, Paris, Éditions du Cerf, 1989

## Quelques citations de l’auteur
« Ce que l’homme cherche dans la religion, c’est de sauver sa propre individualité, de l’éterniser, ce qu’on n’obtient ni avec la science, ni avec l’art, ni avec la morale. »

« Dire que Dieu existe, sans dire ce qu’est Dieu et comment il est, équivaut à ne rien dire. »

« Ni le sentiment n'arrive à faire de la consolation une vérité, ni la raison n'arrive à faire de la vérité une consolation. »

« Il n’est pire intolérance que celle de la raison. »

« Il n’y a pas d’opinions, mais des gens qui donnent la leur. »

« Cette université est le temple de l’intelligence et je suis son grand prêtre. Vous profanez son enceinte sacrée. Malgré ce qu’affirme le proverbe, j’ai toujours été prophète dans mon pays. Vous vaincrez mais vous ne convaincrez pas. Vous vaincrez parce que vous possédez une surabondance de force brutale, vous ne convaincrez pas parce que convaincre signifie persuader. Et pour persuader il vous faudrait avoir ce qui vous manque : la raison et le droit dans votre combat. Il me semble inutile de vous exhorter à penser à l’Espagne. J’ai dit... »

— Miguel de Unamuno lors de sa dispute avec Millán-Astray

« La véritable science enseigne, par-dessus tout, à douter et à être ignorant. »

« Quelle surabondance de philosophie inconsciente dans les replis du langage ! L’avenir cherchera le rajeunissement de la métaphysique dans une métalinguistique. »

### Filmographie
- 2019 : Lettre à Franco (Mientras dure la guerra) d'Alejandro Amenábar